# 浦河赤十字看護専門学校
浦河赤十字看護専門学校（うらかわせきじゅうじかんごせんもんがっこう）とは、北海道浦河町にある私立の専修学校。運営母体は日本赤十字社。平成2年4月に開校し、日本赤十字社の看護師養成施設としては最後の開校となった。
2025年度限りで学生募集を停止し、2027年度末で閉校することになっている。

## 沿革
- 1990年（平成2年）4月 - 浦河赤十字看護専門学校を開設[2]。
- 1995年（平成7年）- 専門士の称号が付与できる専修学校の専門課程として認可。

## 学科
- 専門課程 看護学科 3年課程

赤十字社奨学金
- 日本赤十字社看護師同方会奨学資金
- 浦河赤十字病院特別奨学金

## 取得できる資格・免許状

### 看護学科
- 看護師 国家試験受験資格
- 保健師・助産師の養成機関受験資格
- 養護教諭免許一種の養成機関（看護系）受験資格
- 専門士（医療専門課程）の称号[3]
- 四年制大学編入学受験資格

## 交通アクセス
- JR日高本線 旧・浦河駅から車で5分程度、旧・東町駅より徒歩約5分程度。
- ジェイ・アール北海道バス日勝線日赤前下車。道南バス浦河ターミナル下車。